# Bavelaartje

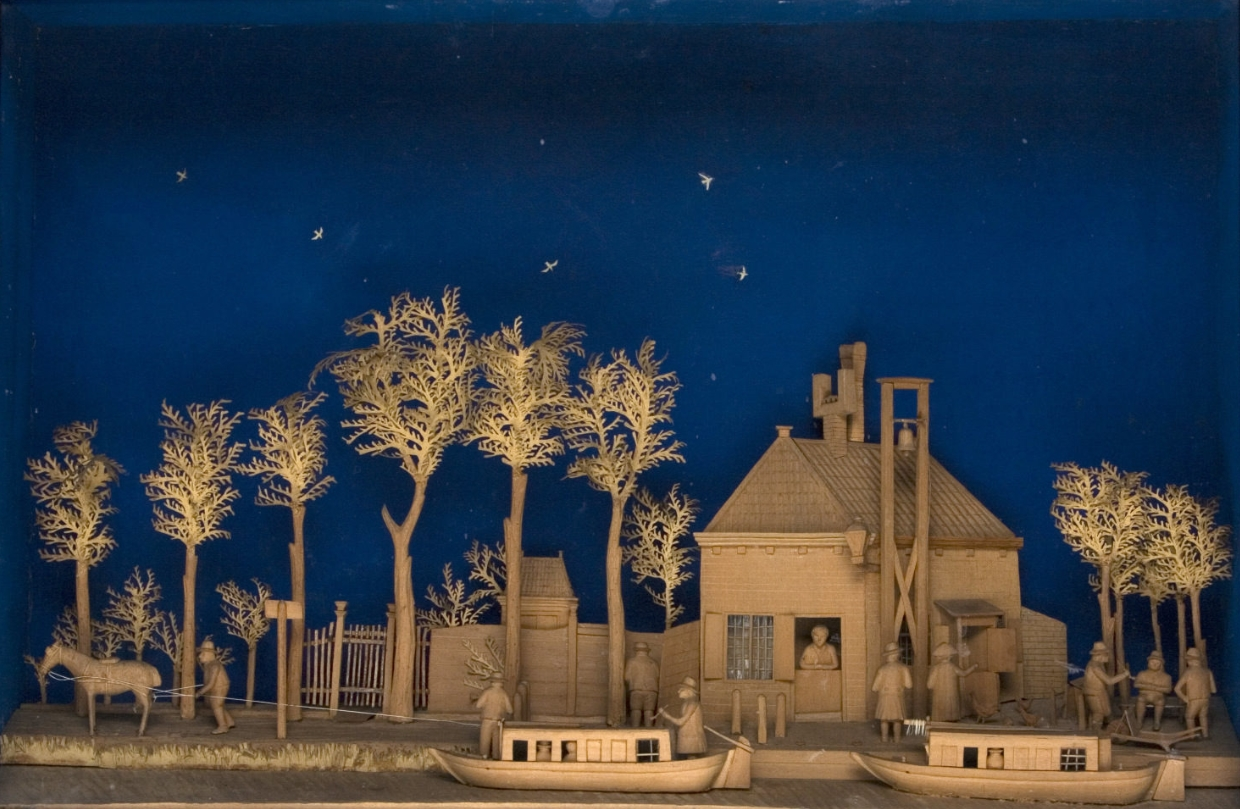
Cornelis Bavelaar: Commissarishuisje buiten de Witte poort te Leiden

Een bavelaartje is de benaming voor een klein kijkkastje waarin een voorstelling (diorama) van een landschap, van schepen en huiselijke gebeurtenissen in een houten kastje achter glas zijn geplaatst.
De bavelaartjes werden rond het jaar 1800 vervaardigd door (en ontlenen hun naam aan) timmermansknecht en kunstwerker Cornelis Bavelaar (de Jonge) en diens vader, beeldhouwer Cornelis Bavelaar senior (de Oude). De zoon van Cornelis de Jonge, Joannes Franciscus Bavelaar, was de derde en laatste generatie die deze kijkkastjes vervaardigde.
De kunstwerkjes variëren in maat van 6 × 6 cm tot 16 × 25 cm met als hoofdmaat 12 × 18 cm en een gemiddelde diepte van 5 cm. De voorstellingen in deze kastjes bestaan uit figuurtjes, gesneden uit hout en (walvis)been en 10 tot 15 mm groot.
Er zijn ca. 1500 bavelaartjes bekend.

## Afbeeldingen

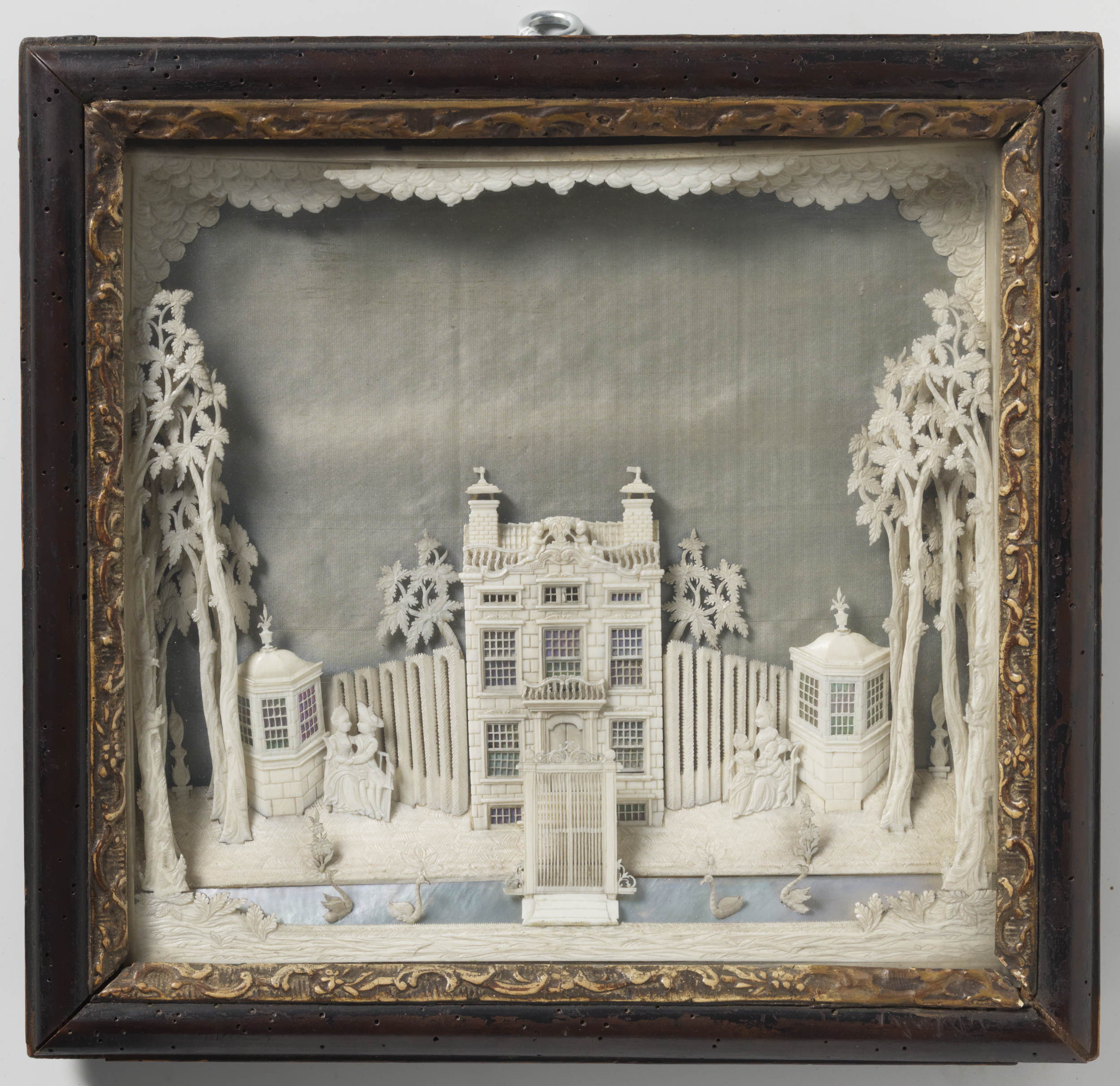
Bavelaar van ivoor en parelmoer
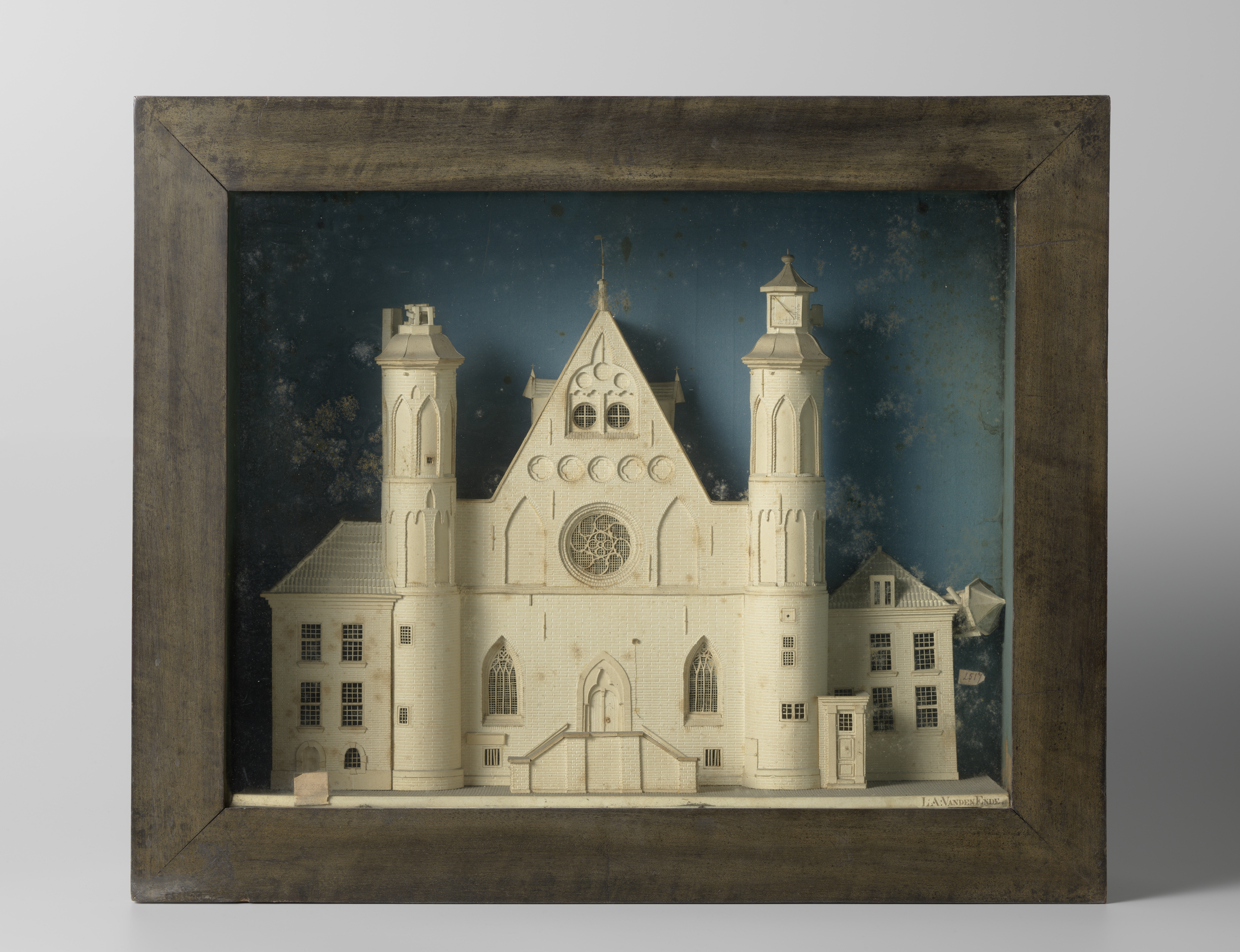
Papieren bavelaar met het Binnenhof
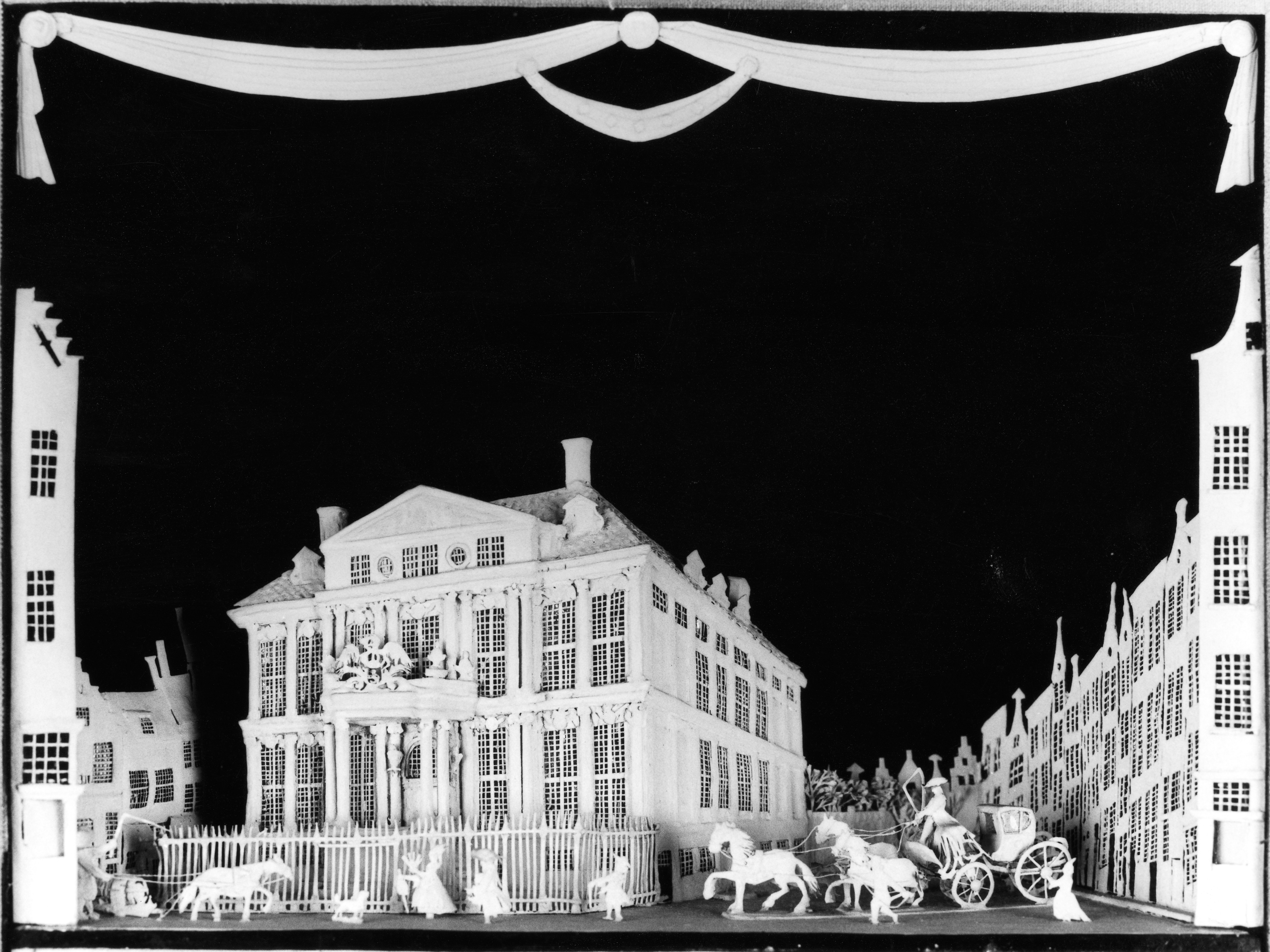
Bavelaar met het Schielandshuis, ca. 1780 - 1790. Museum Rotterdsm
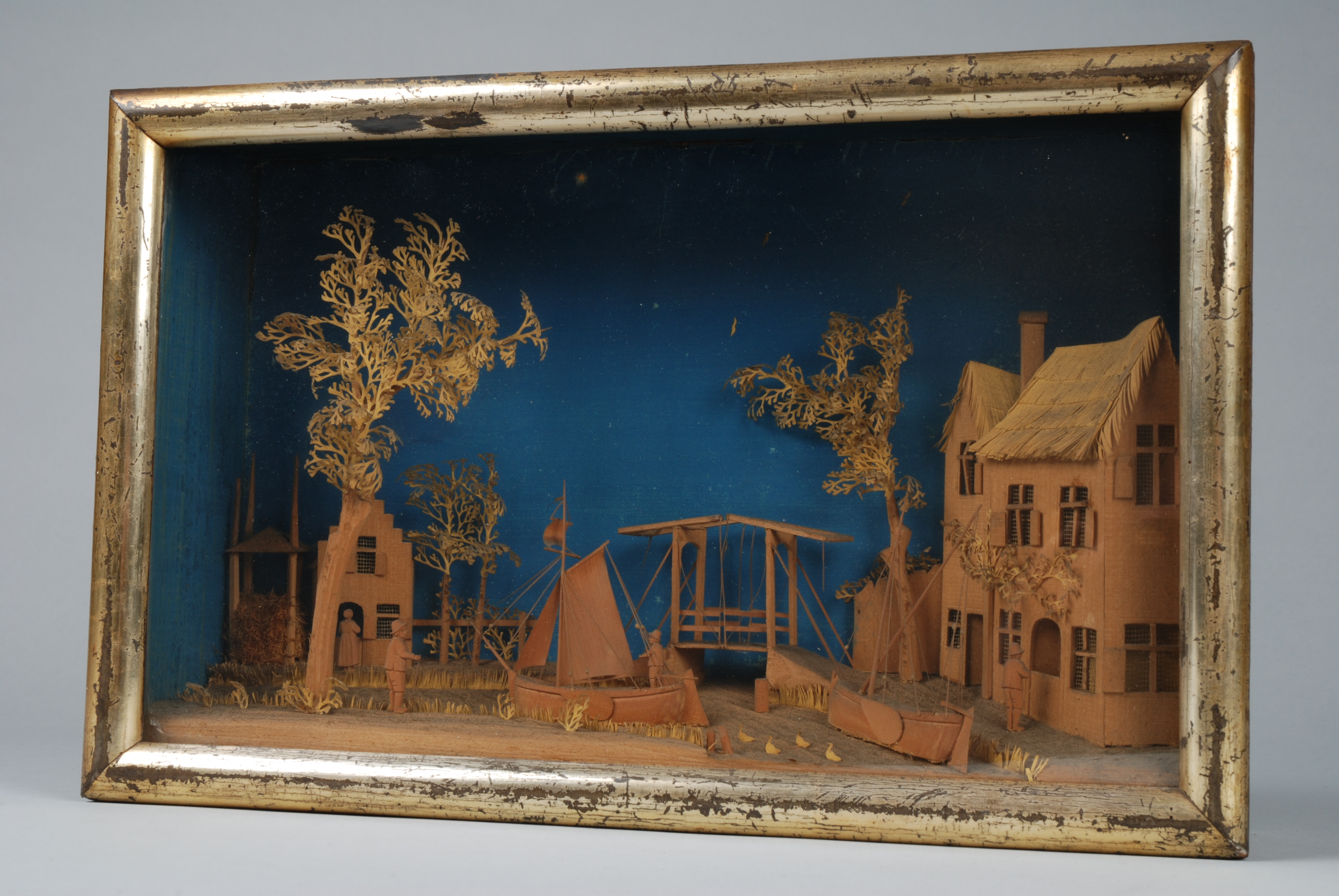
Bavelaar met landelijk tafereel huizen en ophaalbrug